# Plectiscidea prolixa
Plectiscidea prolixa är en stekelart som beskrevs av Dasch 1992. Plectiscidea prolixa ingår i släktet Plectiscidea och familjen brokparasitsteklar. Inga underarter finns listade i Catalogue of Life.